# リヴォドゥトリ
リヴォドゥトリ（伊: Rivodutri）は、イタリア共和国ラツィオ州リエーティ県にある、人口約1,200人の基礎自治体（コムーネ）。

## 地理

### 位置・広がり
リエーティ県のコムーネ。県都リエーティから北へ13kmの距離にある。

#### 隣接コムーネ
隣接するコムーネは以下の通り。括弧内のTRはテルニ県所属を示す。
- コッリ・スル・ヴェリーノ
- レオネッサ
- モッロ・レアティーノ
- ポッジョ・ブストーネ
- ポリーノ (TR)
- リエーティ

### 気候分類・地震分類
リヴォドゥトリにおけるイタリアの気候分類 (it) および度日は、zona E, 2384 GGである。
また、イタリアの地震リスク階級 (it) では、zona 2A (sismicità media) に分類される。

## 姉妹都市
- Seregélyes、ハンガリー
- Candelario、スペイン